# 吉兆

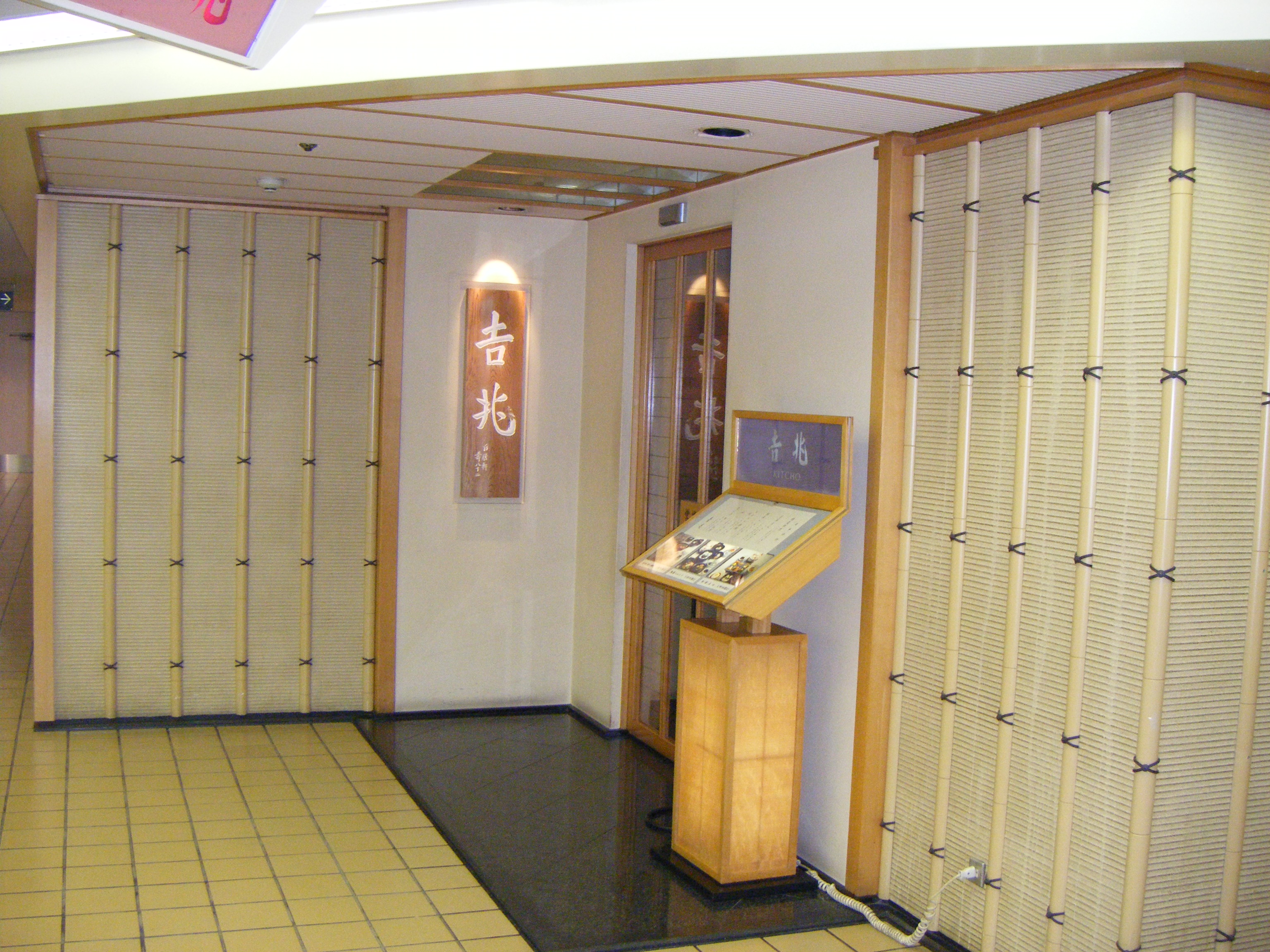
本吉兆運営の吉兆大丸梅田店（現在は店舗が閉鎖され存在しない）

𠮷兆（きっちょう）は、大阪市に本拠がある日本料理の料亭である。「𠮷兆」の屋号で店舗を運営する4社と関連法人を纏めて𠮷兆グループと称する。
「吉」の正確な表記は「」（「土」の下に「口」、つちよし）である。

## 概要

### 創業
創業者・湯木貞一は神戸の料理屋「中現長」の息子であったが家を出て、1930年11月21日、大阪市西区新町にて「御鯛茶處𠮷兆」を開業した。「𠮷兆」とは、西宮神社や今宮戎神社などで毎年1月10日を挟んで前後3日間に行われる十日戎（とおかえびす）に授与される福笹につける子宝のことで、福笹自体も𠮷兆笹と呼ばれており、店名はそれに由来する。湯木貞一と縁故のあった画家須磨対水により縁起を担いで付けられた。当初は「きっきょう」というルビがふられていたが、お客が「きっちょう」と読んだために「きっちょう」となった。
間口一間二分五厘、奥行き六間の狭いごく小さな店舗ながら、料理の良さはもちろん、店のしつらえも食器の類も洒落た小料理店であった。開店日には一人も客が入らなかったという逸話もあり、そこから現在の𠮷兆を築いた背景には湯木の才能があったと言われる。
やがて船場の旦那衆、上村松園や白井半七、高畑誠一、美術商児嶋嘉助らひいきの客もついて繁盛し、店が手狭になってきて、1937年11月に旧南区島之内の畳屋町の新店舗（間口三間、奥行き三十間）に移転。1939年12月には株式会社化している。戦時中も𠮷兆は大阪府知事河原田稼吉の計らいで特別に営業を続けられたが、大阪大空襲で畳屋町の店舗が道具類もろとも全焼してしまう。被災後は芦屋の自宅で「芦屋𠮷兆」を開店。

### 多店舗展開・グループ化
戦後の1946年2月3日に大阪平野町店を開店。1948年2月、児嶋嘉助の元別邸に京都嵯峨店を開店。翌1949年4月、山本為三郎の斡旋により、大阪市にある児島嘉助の店舗兼本邸を購入して高麗橋本店を開く。関西の茶人・財界人の引き立てを受けて名声を高め、来阪する内外の要人をもてなすのに欠かせない高級料亭となる。貞一には茶懐石に関する著述が多いが、1969年には『暮しの手帖』に花森安治のインタビューによる「𠮷兆つれづればなし」の連載が始まり、𠮷兆の名前が一般にも浸透する契機となる。1979年・1986年・1993年の東京サミットで日本料理担当に選ばれたことで、世界的に知られる存在となった。1988年には創業者の茶道具コレクションをおさめた「湯木美術館」を設立。
大阪、京都、神戸、東京などで多店舗展開を進め、1991年、創業者の貞一の息子や料理人である娘婿たちをのれん分けの形で独立させて、𠮷兆グループとしてグループ会社制に移行。長男の湯木敏夫が本𠮷兆、長女の婿・湯木昭二朗が東京𠮷兆、次女の婿・徳岡孝二が京都𠮷兆、三女の婿・湯木正徳が船場𠮷兆、四女の婿・湯木喜和が神戸𠮷兆を継承した。1997年、 創業者の湯木貞一が死去。

### 特徴
日本料理には宮廷料理の系統である有職料理、大名の宴会料理である本膳料理、江戸時代に町人の宴会料理として確立した会席料理などがある。𠮷兆の料理は、献立や、建具や調度品などを一期一会その場の雰囲気や季節に応じて変える「室礼（しつらい）」に至るまで、茶懐石の影響を強く受けている。これは創始者の湯木貞一が茶道に造詣が深かったことに理由があり、貞一は後に自らの茶道具コレクションを基に湯木美術館を設立した。
高級料亭としては珍しく多店舗展開しており、東京𠮷兆の「銀座店」や「ホテル西洋銀座店」、大阪の本𠮷兆高麗橋店、京都𠮷兆嵐山店などは、政財界有力者や外国要人の接待で利用されることがある。東京𠮷兆「ホテル西洋銀座店」は小泉純一郎が首相在任中に度々利用したことでも知られている。
2013年、京都𠮷兆は人気ウェブサイト「デーリー・ミール」によって「世界で最も高価なレストラン」（1人当たりの予算約600ドル）に選ばれた。

## 組織形態・事件
先に述べたとおり、1991年創業者の貞一が息子や娘婿たちをのれん分けの形で独立させ、長男が本𠮷兆、長女の婿が東京𠮷兆、次女の婿が京都𠮷兆、三女の婿が船場𠮷兆、四女の婿が神戸𠮷兆を継承した。持ち株会社1社、料亭会社5社、不動産管理会社5社の計11社と財団法人湯木美術館で𠮷兆グループが構成されている。株式会社𠮷兆は、かつては料亭の営業を行っていたが、現在は𠮷兆ブランドの管理と各料亭の本店等の不動産を管理する子会社5社に全額出資する持株会社となっている。

「𠮷兆」グループの料亭営業会社のひとつであった船場吉兆において不祥事が立て続けに発覚し、グループ他社から支援を得られず2008年5月に廃業。この事件は、「𠮷兆」全体のブランドイメージを損ね、本𠮷兆では前年度に比べ客が半減するなど、グループ各社は深刻な影響を受けた。
この船場𠮷兆による一連の不祥事を受け、2008年に𠮷兆グループ会社の役職員や第三者の専門家からなるコンプライアンス委員会が設立された。
2013年、京都𠮷兆から自社オンラインショップやデパートのカタログギフトなどを通じて1年以上に渡り販売していたローストビーフ商品「京都吉兆 京都牛ロースト」（製造：丹波ワイン株式会社、小売価格：1万500円）が、実際は食品衛生法で認められていない結着剤でブロック肉を成型したものであったことが発覚。京都𠮷兆は商品を自主回収し、購入者に代金を返却することとなった。この不祥事に関して、京都𠮷兆は「2度とこのような事態を発生させることがないよう法令順守の徹底に努めます」とコメントした。
2013年現在、𠮷兆グループの料亭営業会社は株式会社本𠮷兆、株式会社神戸𠮷兆（本社の所在は大阪市）、株式会社京都𠮷兆、株式会社東京𠮷兆の4社からなり、各会社が株式会社𠮷兆から𠮷兆ブランド（屋号）を、一連のグループ不動産管理会社5社から店舗を借り受けて料亭の営業を行っている。𠮷兆グループ各社は定期的な会合を持っているが、営業会社はそれぞれ独自に経営を行っていると発表された。

## 沿革
- 1930年 - 湯木貞一が大阪市西区新町で「御鯛茶處𠮷兆」を創業。
- 1937年 - 畳屋町に移転。
- 1939年 - 株式会社𠮷兆を設立。
- 1945年 - 畳屋町の店舗が大阪大空襲で焼失。被災後は芦屋の自宅で「芦屋𠮷兆」を開店。
- 1946年 - 大阪平野町に出店。
- 1948年 - 京都嵐山で「嵯峨𠮷兆」（現・京都𠮷兆嵐山本店）開店。
- 1949年 - 高麗橋店開店。
- 1956年 - 船場店開店。
- 1961年 - 銀座店開店。
- 1969年 - 『暮しの手帖』「𠮷兆つれづればなし」の連載始まる。
- 1979年 - 東京サミットで午餐会の料理を提供。
- 1991年 - 現在の各事業会社を設立し、グループ会社制に移行。
- 1997年 - 創業者の湯木貞一が死去。
- 2007年 - 船場𠮷兆で、偽装問題が発覚。
- 2008年 - 船場𠮷兆が廃業。
- 2013年 - 京都𠮷兆で、ローストビーフとして偽造販売していた商品の自主回収が行われた。

## 店舗一覧
下記の店舗のほか、販売店とオンラインショップがある。

### 営業中
- 本𠮷兆（大阪）
  - 高麗橋本店

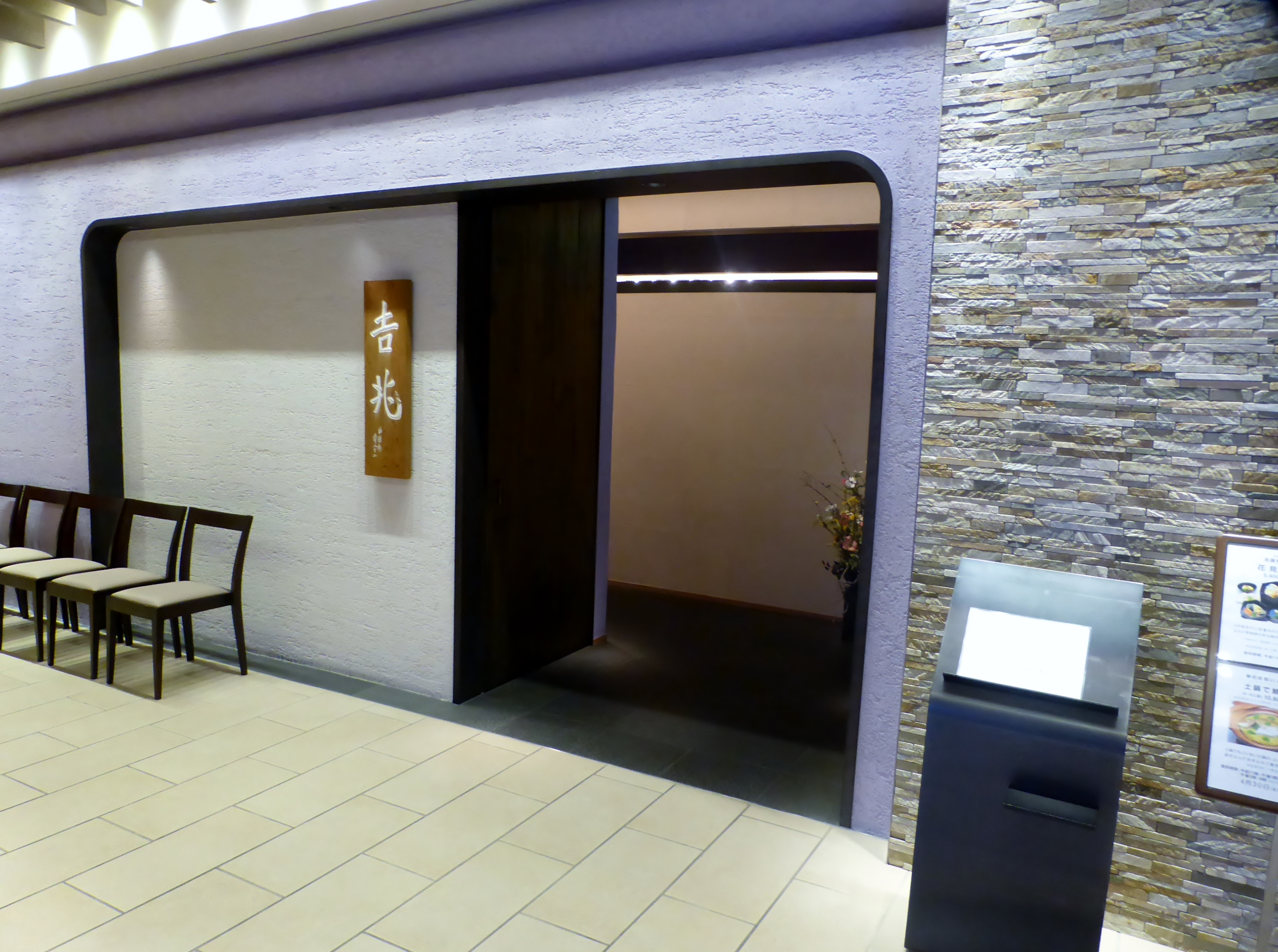
高麗橋吉兆

  - なんばダイニングメゾン店 - 髙島屋大阪店9階
- 神戸𠮷兆（兵庫・大阪）
  - リーガロイヤルホテル本店 - 大阪・中之島
  - BBプラザ店 - 阪神岩屋駅前
- 京都𠮷兆（京都・愛知）
  - 嵐山本店 - 予約制
  - HANA𠮷兆 - 京都四條南座に隣接
  - 松花堂店 - 松花堂庭園・美術館内
  - 名古屋店 - ミッドランドスクエア内
- 東京𠮷兆
  - 銀座𠮷兆
  - 正月屋𠮷兆 - 新宿伊勢丹内
  - 歌舞伎座店

### 閉店
- 本𠮷兆
  - ホテル阪急インターナショナル店 - 2009年7月31日閉店
  - 帝国ホテル大阪店 - 2010年1月12日閉店
  - 𠮷兆大丸梅田店 - 閉店
  - 正月屋（湯木美術館内茶寮） - 2014年6月30日閉店
  - JR大阪三越伊勢丹店 - JR大阪三越伊勢丹10階
  - 横浜おしどり店 - 旧パン パシフィックホテル横浜内
  - くろよんロイヤルホテル店 - 長野県大町市、2019年9月30日閉店
- 船場吉兆（2008年民事再生法申請 → その後自力再建を断念して廃業）
  - 船場本店 船場店
  - 心斎橋店 - 心斎橋OPA内
  - 博多店 - 博多リバレイン内
  - 天神店 - 岩田屋内
- 神戸𠮷兆
  - 神戸店 - 神戸・旧居留地 - 2019年9月5日閉店[9]
- 京都𠮷兆
  - リーガロイヤル店 - リーガロイヤルホテル京都内 - 2010年1月31日閉店
  - 洞爺湖店（あらし山𠮷兆） - ザ・ウィンザーホテル洞爺リゾート内 - 2018年8月31日閉店
  - グランヴィア店 - ホテルグランヴィア京都内-2020年7月1日閉店
- 東京𠮷兆
  - 西洋店 - ホテル西洋銀座内 - 2013年5月31日閉店※同ホテル営業終了に伴う閉店
  - 味𠮷兆 伊勢丹立川店 - 2012年2月12日閉店